# Klausenhof (Konradsreuth)
Klausenhof ist ein Gemeindeteil der Gemeinde Konradsreuth im Landkreis Hof (Oberfranken, Bayern). Klausenhof liegt in der Gemarkung Konradsreuth.

## Geografie
Der Weiler bildet mit dem Konradsreuther Gewerbegebiet im Westen eine geschlossene Siedlung. Ein Anliegerweg führt 350 Meter südwestlich zu einem Kreisverkehr der Staatsstraße 2461.

## Geschichte
Klausenhof wurde in der zweiten Hälfte des 20. Jahrhunderts auf dem Gemeindegebiet von Konradsreuth gegründet. Auf einer topographischen Karte von 1977 wurde das Gut erstmals verzeichnet, 1998 erstmals namentlich als Klausenhof.